# Eckhart Lewering
Eckhart Lewering (* 23. Oktober 1943 in Graal-Müritz) ist ein deutscher Politiker (SPD). Er war von 1998 bis 2005 (14. und 15. Legislaturperiode) Mitglied des Deutschen Bundestages.

## Leben
Lewering besuchte ab 1950 die Polytechnische Oberschule in Rostock und begann danach ab 1962 eine Lehre als Funkmechaniker. Diese schloss er 1965 ab. 1974 wurde er Projektant in der Nachrichtentechnik und begann 1975 ein Fernstudium als Ingenieur für Elektrotechnik. 1990 wurde er Technischer Leiter im Gesundheitswesen und 1996 schließlich Geschäftsführer des Landesverbandes der Privatkrankenanstalten Sachsen-Anhalt.

## Politik
Lewering trat 1993 der SPD bei. Bereits ein Jahr später wurde er zum Vorsitzenden des Ortsvereins Bad Kösen gewählt, im selben Jahr auch zum stellvertretenden Vorsitzenden des Kreisverbandes Zeitz/Naumburg/Nebra. Ebenfalls 1994 wurde er Mitglied und zudem stellvertretender Vorsitzender der SPD-Fraktion im Stadtrat Bad Kösen und außerdem Mitglied im Kreistag Burgenlandkreis. Bei der Bundestagswahl 1998 konnte er im Wahlkreis Zeitz – Hohenmölsen – Naumburg – Nebra mit 38,6 % das Direktmandat erringen, bei der Wahl 2002 wurde er im Wahlkreis Burgenland mit 35,5 % bestätigt. Nach dem Regierungswechsel 2005 schied Lewering aus dem Deutschen Bundestag aus.